# Puginał

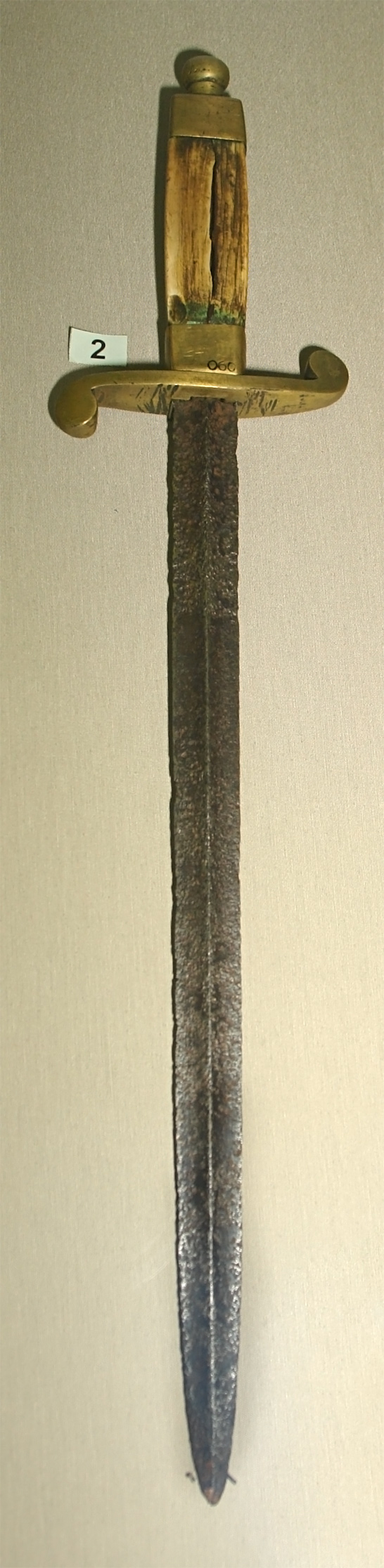
Puginał oficerów rosyjskiej marynarki wojennej z 1803 r.

Puginał (także: łac. pugio, staropol. tulich, tylec, tylecz) – jedna z najstarszych odmian broni kolnej, miniatura miecza. Mały puginał, zazwyczaj w użyciu cywilnym, potocznie nazywany jest sztyletem.
Puginałów pugio używali Rzymianie od I wieku p.n e. do I wieku n.e. W Afryce lud Kasai wykonywał puginały z miedzi. Istniało wiele jego lokalnych odmian, np. w Indiach katar, Japonii tantō, we Włoszech cinquedea, w Gruzji kama, na Malajach kris. W Europie Zachodniej, w późnym średniowieczu, jego rozpowszechnioną formą była mizerykordia, a od XVI do XVIII wieku – lewak.
Posiada głownię prostą jedno- lub dwusieczną (zazwyczaj o przekroju czworokątnym), o rekojeści z jelcem. Noszony w pochwie przy boku po stronie prawej (miecz – z lewej), w stroju cywilnym wieszany na pasie z przodu, a czasem troczony przy pasie w połączeniu z sakiewką. Na ziemiach polskich w XIII−XIV wieku był podstawową bronią zaczepną (obok miecza) każdego rycerza. Długość ostrza wynosiła przeciętnie około 30 cm. Puginał w zasadzie nie nadawał się do cięcia, służył do zadawania precyzyjnych ran kłutych na najbliższy dystans w miejsca odsłonięte lub słabo zasłonięte (np. cios przez szparę wzrokową w hełmie garnczkowym, w kark pochylonego jeźdźca). Służył nie tylko do samoobrony, ale i skrytobójstwa. Bywał zabezpieczany przed utratą w walce lub zgubieniem za pomocą łańcuszka lub rzemienia przywiązanego do napierśnika. Różnice między krótkim mieczem, kordem, nożem bojowym i puginałem są płynne i w związku z tym bronie te bywają mylone.